# Connarus thonningii
Connarus thonningii är en tvåhjärtbladig växtart som först beskrevs av Dc., och fick sitt nu gällande namn av Schellenb.. Connarus thonningii ingår i släktet Connarus och familjen Connaraceae. Inga underarter finns listade i Catalogue of Life.